# Sis dies d'Oakland
Els Sis dies d'Oakland era una cursa de ciclisme en pista, de la modalitat de sis dies, que es corria a Oakland (Estats Units d'Amèrica). La seva primera edició data del 1935 i es va disputar fins al 1937 amb només tres edicions. George Dempsey, amb dues victòries, és el ciclista que més vegades l'ha guanyat.

## Palmarès
| Any  | Primers                        | Segons                           | Tercers                               |
| ---- | ------------------------------ | -------------------------------- | ------------------------------------- |
| 1935 | Jules Audy · Reginald Fielding | Bobby Echeverria · Lew Rush      | Harold Nauwens · Jack Sheehan         |
| 1936 | George Dempsey · Lew Rush      | Bobby Echeverria · Henry O'Brien | Russell Allen · Xavier Van Slembroeck |
| 1937 | George Dempsey · Cecil Yates   | Jerry Rodman · Freddy Zach       | Raymond Bedard · George Shipman       |